# Немшова
Немшова (словац. Nemšová) — місто, громада округу Тренчин, Тренчинський край. Кадастрова площа громади — 33.44 км². Протікає річка Люборча.
Населення 6424 особи (станом на 31 грудня 2020 року).

## Історія
Немшова згадується 1242 року.

## Населення
| Рік:            | 1994. | 2004.   | 2014.   | 2024.   |
| --------------- | ----- | ------- | ------- | ------- |
| Кількість осіб: | 6087  | 6220    | 6274    | 6172    |
| Різниця:        |       | +2,18 % | +0,86 % | -1,62 % |

| Рік:            | 2023. | 2024.   |
| --------------- | ----- | ------- |
| Кількість осіб: | 6240  | 6172    |
| Різниця:        |       | -1,08 % |